# Balmoral (Nouvelle-Galles du Sud)
Pour les articles homonymes, voir Balmoral.
Balmoral est un village de la région des Hautes Terres du sud au sud-est de la région de Nouvelle-Galles du Sud, en Australie.
C'est le village le plus au nord du Comté de Wingecarribee.

## Galerie

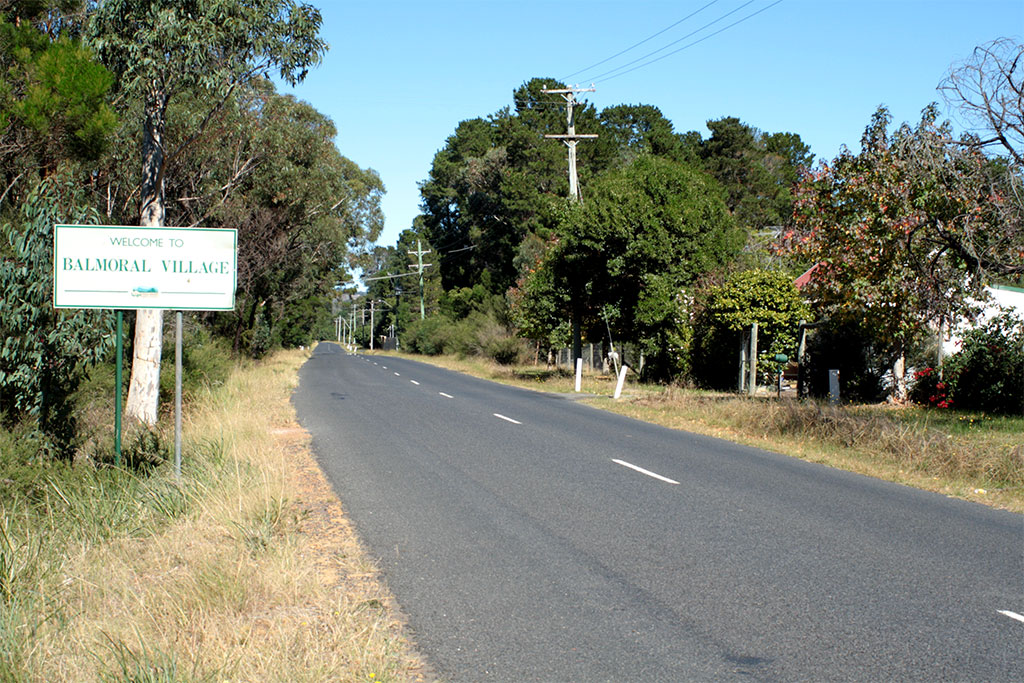
Entrée du village
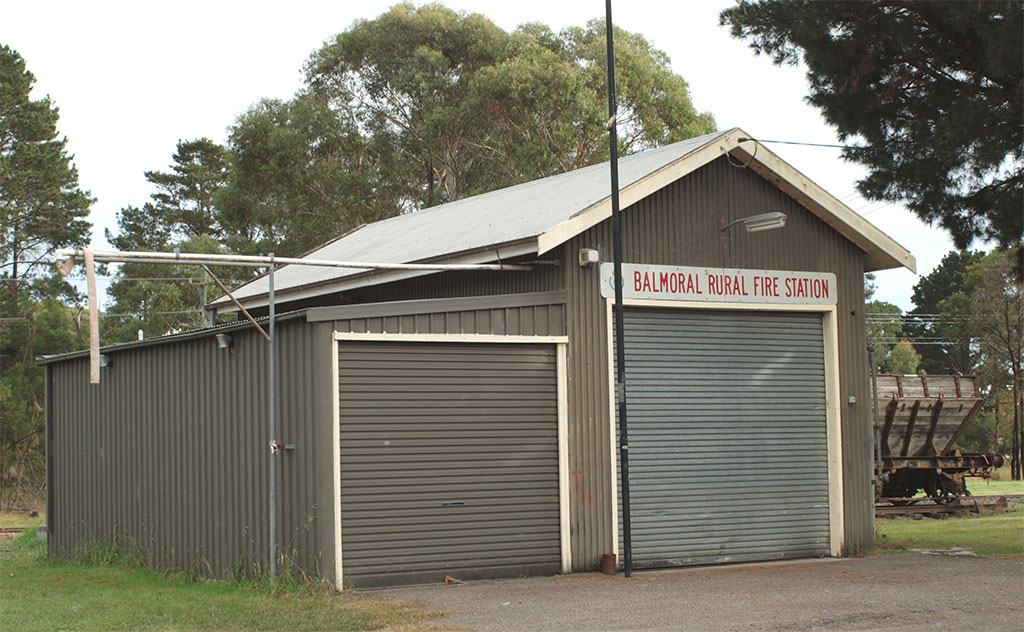
Station de pompiers
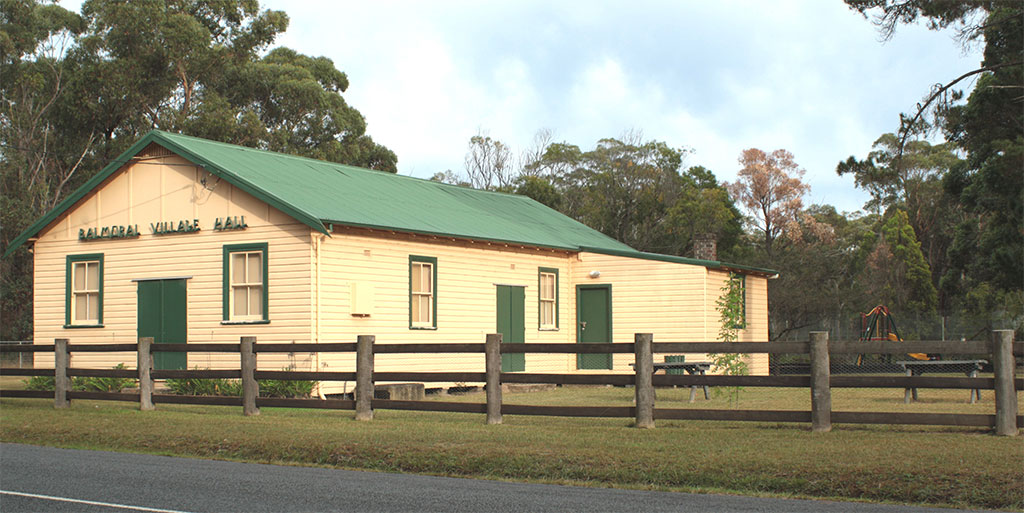
Balmoral village Hall
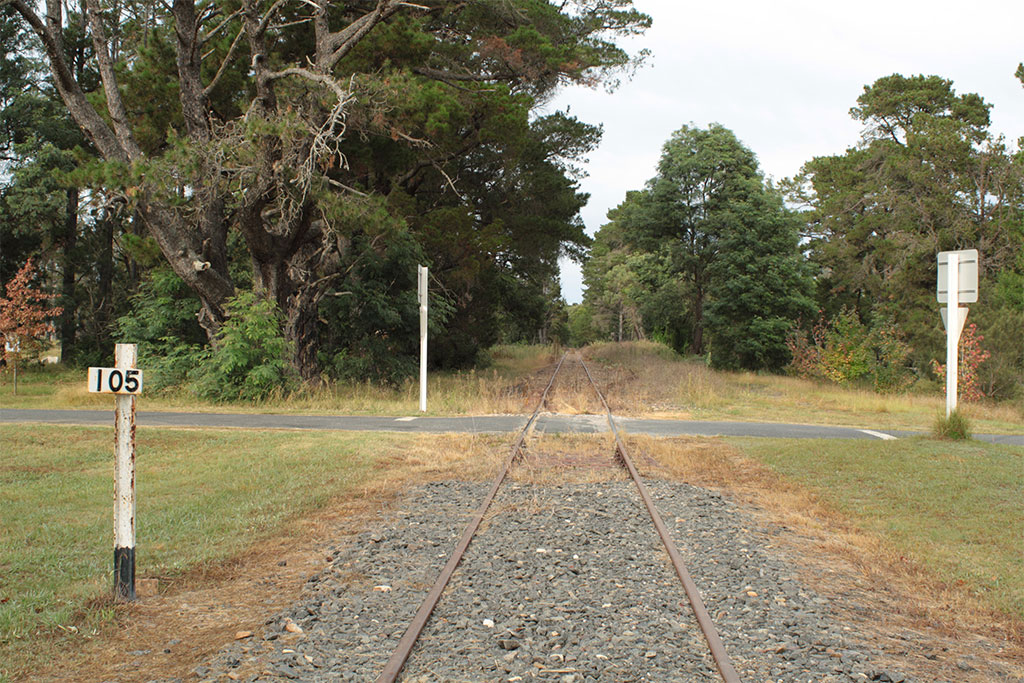
Ancienne voie de chemin de fer